# 田村美佐子
田村 美佐子（たむら みさこ、1934年（昭和9年）4月8日 - ）は、日本の元競泳選手。現姓は斉藤。

## 経歴
和歌山県伊都郡妙寺町（現かつらぎ町）出身。
和歌山県立伊都高等学校在学中、1952年ヘルシンキオリンピックで競泳日本代表として女子400m自由形に出場したが予選落ちに終わった。女子4×100m自由形リレーでは6位に入賞した。1954年アジア競技大会では女子400m自由形に出場し優勝した。
のちに、天理短期大学保健体育科に進学。
現役引退後は、トータル・オリンピック・レディース会の会計監査を務めた。